# Томаш Јанковски
Томаш Јанковски (енгл. Thomas Jankowski; 17. фебруар 1989) пољски је рагбиста и репрезентативац, који тренутно игра за амерички тим Лас Вегас блекџексе. Родио се у Енглеској, где је почео да тренирао рагби, када је имао 10 година. У дресу Пољске је дебитовао 2010, у тест мечу против Молдавије. Зиме 2012, напустио је Енглеску и отишао у САД, где је заиграо за Лас Вегас блекџексе. За репрезентацију Пољске до сада је одиграо 8 тест мечева.